# Thomas Gibson (metge)
Thomas Gibson (24 de novembre de 1915 a Kilbarchan, Escòcia; † 13 de febrer de 1993 a Glasgow) va ser un metge i investigador escocès.
Es va especialitzar en la recerca científica sobre el trasplantament d'òrgans, la immunologia i la cirurgia plàstica.

## Biografia
Va estudiar medicina a la Universitat de Glasgow. El 1938 es va especialitzar en el camp de la cirurgia. Durant la Segona Guerra Mundial, va ser cirurgià en el cos mèdic de l' Exèrcit britànic. Més tars va ser oficial mèdic d'alt nivell a l'Índia. El 1947 va deixar l'exèrcit amb el rang de Major i va tornar a l'Hospital Reial de Glasgow, aquesta vegada com un especialista i consultor de la cirurgia plàstica i maxil·lofacial.
A principis de la dècada de 1960 va ser un dels fundadors del Departament de Bioenginyeria de la Universitat de Strathclyde. El 1972 li van atorgar el reconeixement de doctor honoris causa.
Entre els seus èxits científics, destaca el descobriment el 1942, que el rebuig d'òrgans al·logènics trasplantats, dels òrgans de donants no relacionats amb el receptor, es basa en un complex immune. Això el va portar a col·laborar amb el Premi Nobel Peter Medawar en la immunologia dels trasplantaments.